# 애호박
애호박은 한식에서 사용하는 덜 여문 어린 호박을 일컫는다. 여름 호박으로, 봄에 심어 늦봄~가을에 수확한다. 서양요리에서 쓰는 주키니호박은 페포호박(Cucurbita pepo)의 재배종인 데 비해, 애호박은 호박(C. moschata)의 재배종이며, 품종으로 서울마디호박, 불암사철애호박, 미소호박 등이 있다.

## 요리
- 건진국수
- 애호박나물(애호박채)
- 애호박전
- 애호박찜
- 호박고지
- 호박김치
- 호박지짐이

## 같이 보기
- 단호박
- 맷돌호박
- 조선호박
- 주키니호박